# Man's Ruin Records
La Man's Ruin era un'etichetta nata nel 1994 dalla mente di Frank Kozik e situata nella Bay Area di San Francisco. L'etichetta pubblicò diversi album durante la seconda metà degli anni novanta, senza sottoscrivere un contratto con le band. La politica della Man's Ruin era molto aperta e le edizioni di Kyuss, Queens of the Stone Age, Melvins, Fu Manchu e molti altri sono oggi ricercate dai collezionisti e considerate di altissimo valore.
Le edizioni Man's Ruin erano in vinile, fortemente limitate (meno di 5000 copie) e spesso in vinile colorato.
La Man's Ruin ha definitivamente chiuso i battenti nel 2002, lasciando i fan completamente senza informazioni: il sito ufficiale dell'etichetta semplicemente venne chiuso a causa dei mancati pagamenti e Frank Kozik sparì dalla circolazione. Molte delle band più famose ristamparono il proprio materiale sotto altre etichette.
Il nome dell'etichetta deriva dai tatuaggi tipicamente marinareschi che raffigurano pin-up, carte da gioco, dadi, ecc. Il motto della Man's Ruin era "Empty Pleasures and Desperate Measures since 1994", cioè "Piaceri vacui e misure estreme dal 1994".

## Discografia
- E.A.R. - Delta 6 10" - MR-001
- The Useless Playboys - Bim Bam 7" picture disc MR-002
- The Tards - Rubber Room 7" - MR-003
- Dale Crover - Drumb -  7" - MR-004
- The Dwarves - Gentlemen Prefer Blondes But Blondes Don't Like Cripples 7" picture disc MR-005
- Blag Dahlia - Haunt Me 7" - MR-006
- Killdozer / Ritual Device - We Will Crush You split 10" - MR-007
- Frank Kozik - Man's Ruin: The Posters and Art of Frank Kozik Libro MR-008
- Useless Playboys - Drunk Elephant T-Shirt MR-009
- Pervis - Simple 7" - MR-010
- Steel Pole Bath Tub - Auf Wiedersehen 7" - MR-011
- The Outsideinside - 9:33 7" - MR-012
- Mono Men - Monster 7" - MR-013
- The Melvins - Interstellar Overdrive 10" - MR-014
- Kyuss - Into The Void 10" - MR-015
- Brutal Juice - All American City -  7" - MR-016
- Protein - My Blood 7" - MR-017
- Roadsaw - American Dream 7" - MR-018
- Tree - Home Front 7" - MR-019
- Aunt Worm - Saucy Young Lady 7" - MR-020
- X-Cops - Beat You Down 7" - MR-021
- The Hellacopters - Supershitty to the Max! -  LP/CDMR-022
- The Nomads - Iron Dream 7" - MR-023
- Unsane - Sick 7" - MR-024
- Barkmarket - Peacekeeper 12" - MR-025
- 7 Year Bitch - Miss Understood 7" - MR-026
- Daddy Longhead - Daddy Longhead 10" - MR-027
- The Cowslingers - Trucker's Last Dollar 7" - MR-028
- Hammerlock - American Asshole CDMR-029
- The Onyas - Live For Rejection 7" - MR-030
- Flux - Plains At Ground Zero 7" - MR-031
- Cosmic Psychos - She's A Lost Cause 7" - MR-032
- The Clarke Nova - Highway Star 7" - MR-033
- Helios Creed - Abducted 7" - MR-034
- Chrome - Chrome 10" - MR-035
- Gamma Ray - If Only Everything 7" - MR-036
- Action Suits - Cancer Father 7" - MR-037
- Tree - God Grows Grass 7" - MR-038
- Daddy Longhead - Classic CDMR-039
- Trailer Hitch - Long Tall Tales... CDMR-040
- The Heads - Delwyn's Conkers 10" - MR-041
- The Demonics - R.I.P. S.T.P. 7" - MR-042
- Ton-Ups - Kill Me Slow 7" - MR-043
- Hammerlock - Knock Her Out 7" - MR-044
- Infested - Who They Are 7" - MR-045
- Six Minute War Madness - L'Ora Giusta 7" - MR-046
- Drooler - King Of The Coal Mine 7" - MR-047
- Fu Manchu- Godzilla 10" - MR-048
- Barkmarket - L.RON LPMR-049
- Earthlings? - EarthlingsMR-050
- The Dwarves/Blag Dahlia - We Must Have Blood/Surfing The Intercourse Barn 7" - MR-051
- Ultraviolet Booze Catastrophe - Electric Honkey 10" - MR-052
- Sex Pistols/The Ugly - Pretty Vacant/Disorder/You Bug Me 7" - MR-053
- Polar Bear - Polar Bear LPMR-054
- Viletones - Screamin' Fist 7" - MR-055
- Sex Pistols/Sofisticatos - Sex Pistols: "No Feelings", Sofisticatos: "New York Rocket" - MR-056
- Magic DirtI Was Cruel 10" I Was Cruel, She-Riff, You Won't KnowMR-057
- CroatanTerror In My Pants 7" Terror In My Pants, Fastened To The WallMR-058
- Shyster - February CDMR-059
- Croatan - Violent Passion Surrogate CD MR-060
- Chrome - Tidal Forces CD MR-061
- Schweinhund - Bastard 7" MR-062
- Kyuss/Gamma Raysplit CD MR-063
- Zeke - Woooooooooooooooooooooo Oooooooooooooooooooooooo Pig Sooooooooooooooooooooooo Oooooooooooooooooooooouie 7" MR-064
- Killdozer - The Last Waltz CD MR-065
- Adam Parfrey - An Sordid Evening Of Sonic Sorrows CDMS-066
- Los Cowslingers - Mexican Blackbird 7" MR-067
- Mover - Original Recipe LP/CD MR-068
- Unsane - Amrep Xmas -  CD MR-069
- Fireballs - Holiday 7" - MR-070
- Electric Wizard/Orange Goblin - Chrono.Naut/Nuclear Guru - MR-071
- Altamont - Wanted Dead or Alive -  10" - MR-072
- Acid King - Down with the Crown -  10" - MR-073
- Speedbuggy - George Owens 10" - MR-074
- Mens Club - Womam Driver 10" - MR-075
- Solarized - Neanderthal Highway CDMR-076
- Honky - Deezy 10" - MR-077
- The Heads - Mao Tinitus 10" - MR-078
- FuckEmos - Celebration 10" - MR-079
- FuckEmos - Celebration CDMR-080
- The Desert Sessions - #1 Instrumental Driving Music For Felons -  10" - MR-081
- The Desert Sessions - #2 Status: Ships Commander Butchered -  10" - MR-082
- Electric Wizard - Chrono.Naut -  10" - MR-083
- Orange Goblin - Nuclear Guru -  10" - MR-084
- Altamont - Civil War Fantasy -  CDMR-085
- Hot Rod Honeysname and release status unknownMR-086
- MR-087 avrebbe dovuto essere Los Gusanos 7", ma non è mai stato pubblicato
- Acid King/Altamont - Down with the Crown/Wanted Dead or Alive -  split CDMR-088
- Flaming Burnout - Estrus Benefit Compilation CDMR-089
- Sex Pistols/The Curse split 7" - MR-090
- Drunk Horse - Drunk Horse CDMR-091
- Helios Creed - Activated Condition CDMR-092
- The Desert Sessions - #1 & #2 -  CDMR-093
- Hai Karate - Hai Karate 10" - MR-094
- Hai Karate - Hai Karate CDMR-095
- Fang - Electric Chair 7" - MR-096
- The Heads - The Time Is Now CDMR-097
- Various Artists - 500 Miles To Glory Compilation CDMR-098
- Entombed - Entombed 10" MR-099
- Natas - Delmar CDMR-101
- Alabama Thunderpussy - Rise Again CDMR-102
- Greenmachine - D.A.M.N. CDMR-103
- Acid King - Busse Woods -  CDMR-104
- The Idiots/Jack Saints - Idiots/Jack Saints split CDMR-105
- Gluecifer - Gary O'Kane 10" - MR-106
- Electric Frankenstein - Listen Up, Baby 10" (vinile verde in edizione limitata a 3000 copie) MR-107
- Electric Frankenstein / The Hookers - Electric Frankenstein/The Hookers split CDMR-108
- The Hookers - The Hookers 10" - MR-109
- Cheap Dates - Cheap Dates 10" - MR-110
- The Desert Sessions - #3 Set Coordinates For White Dwarf -  10" - MR-111
- The Desert Sessions - #4 Hard Walls And Little Trips -  10" - MR-112
- The Desert Sessions - #3 & #4 -  CDMR-113
- Candy Snatchers/Cheap Datessplit CDMR-115
- Hangnail - One Million Layers B.C. 10"/CDMR-116
- Gluecifer/The Hellacopters - Respect the Rock America split CDMR-117
- Entombed - Black Juju CDMR-119
- Ton Ups - Tune Down CDMR-120
- The Desert Sessions - #5 Poetry For The Masses (Sea Shed Shit Head By The She Sore) -  10" MR-121
- The Desert Sessions - #6 Poetry For The Masses (Black Anvil Ego) -  10" MR-122
- The Desert Sessions - #5 & #6 -  CD MR-123
- Valis/Kitty Kitty - Valis/Kitty Kitty split CD MR-124
- Angel Rot - Unlistenable Hymns Of Indulgent Damage CD MR-125
- The Demonics - Formaldehyde Injection CD MR-126
- The Fuckemos - Can Kill You CD MR-127
- The Fuckemos - Black Helicopters CD MR-128
- Soulpreacher - Sonic Witchcraft CD MR-129
- Iron Monkey - We've Learned Nothing 10" MR-130
- Church of Misery - Murder Company 10" (Dark Purple vinyl) MR-131
- Iron Monkey / Church of Misery - We've Learned Nothing / Murder Company split CD MR-132
- Nebula - Sun Creature 10"/CD MR-133
- Dozer - In the Tail of a Comet CDMR-134
- Dozer - In the Tail of a Comet 10" - MR-135
- Vodka Collins - Tokyo - New York -  CD MR-136
- The Demonics - Demons on Wheels CD MR-138
- Goatsnake - Flower of Disease -  CDMR-139
- Cavity - Supercollider CD MR-140
- Queens of the Stone Age/Beaver - The Split CD -  MR-141
- The Vectors - Some Raging Rock-n-Roll II 10" MR-142
- Fatso Jetson - Flames For All 10" MR-143
- Fatso Jetson - Flames For All CD MR-143CD
- Lost Goat - Equator CD MR-144
- Stone Fox - Totally Burnt CD MR-145
- L7 - Live: Omaha to Osaka -  CD MR-146
- Gaza Strippers - Laced Candy 10"/CD MR-147
- Stisism - Coping With Society CD MR-148
- Turbonegro - Apocalypse Dudes -  CD MR-149
- River City Rapists - River City Rapists 10" MR-150
- Queens of the Stone Age - Queens of the Stone Age - LP MR-151
- The Bulemics - Blurred Vision & Twisted Thoughts 10" - MR-152
- The Bulemics/River City Rapistssplit CDMR-153
- Alabama Thunderpussy - River City Revival CD MR-154
- The Hellacopters - Doggone Your Bad Luck Soul 10" green vinyl MR-155
- Greenmachine - The Earth Beater 10"/CD MR-156
- Fu Manchu - Eatin' Dust 10" MR-157
- Fu Manchu - Eatin' Dust CD MR-158
- Sons of Otis - Templeball CD MR-159
- Beaver - Lodge 10" MR-160
- Beaver - Lodge CD MR-161
- Mass - Mass CDMR-162)
- Fu Manchu - Godzilla's Eatin' Dust LP MR-163
- Hammerlock - Anthems For Outlaws CDMR-167
- Die Roboter - The Day of the Robots CD MR-170
- Earthlings? - Human Beans LP #1 - Pete StahlMR-171
- Earthlings? - Human Beans LP #2 - Dave CatchingMR-172
- Earthlings? - Human Beans LP #3 - Fred DrakeMR-173
- Goatsnake - Goatsnake I LP/CD MR-174
- Unida - Coping with the Urban Coyote -  CD MR-175
- Alabama Thunderpussy - Constellation CDMR-177
- Tummler - Queen to Bishop IV CDMR-178
- The Fuckemos - Airshow 2000 CDMR-181
- Euroboys - 1999 Man 10" - MR-182
- Brant Bjork - Jalamanta -  CDMR-183
- The Hot Rod Honeys - Hungry and Horny CDMR-184
- Euroboys - 1999 Man CD EPMR-185
- Che - Sounds of Liberation CDMR-186
- Natas - Ciudad de Brahman CDMR-187
- Antiseen - Southern Hostility/Eat More Possum CDMR-189
- Hellstomper - Hillbilly Motherfucker CDMR-191
- The Men of Porn - Porn, American Style CDMR-192
- High on Fire - The Art of Self Defense -  CDMR-193
- Euroboys - Long Day's Flight 'till Tomorrow 2LP/CDMR-197
- Sons of Otis - SpaceJumboFudge CDMR-198
- Earthlings? - Human Beans CDMR-199
- Suplecs - Wreslin' with My Lady Friend CDMR-202
- Disengage - Obsessions Become Phobias CDMR-204
- The Cutthroats 9 - The Cutthroats 9MR-206
- Acid King/The Mystick Krewe of Clearlight - Free.../The Father, the Son and the Holy Smoke split CDMR-2001
- The Melvins - Electroretard -  CDMR-2002
- The Melvins - Electroretard -  LP *testpressing exist*MR-2003
- Drunk Horse - Tanning Salon/Biblical Proportions CDMR-2004
- Croatan - Curse Of The Red Queen CDMR-2007
- Operator Generator - Polar Fleet CDMR-2008
- Dozer - Madre de Dios CDMR-2010
- Beaver - Mobile CDMR-2012
- Backbiter/Elope - Split CDMR-2015
- Suplecs - Sad Songs... Better Days CDMR-2018
- Trailer Hitch - Truth Is Fighting CDMR-2019
- Altamont - Our Darling -  CDMR-2020
- Bottom - Feels So Good When You're Gone CDMR-2023
- Begotten - s/t CDMR-2024